# إنفينت (فرقة موسيقية)
إنفينت (بالإنجليزية: Infinite) هي فرقة موسيقية كورية جنوبية تشكلت في عام 2010. جميع أعضائها من الذكور، ويبلغ عددهم سبعة أعضاء، وهم كم سونغ كيو، وجانق دونق وو، ووهيون، سونغ يول، وإل، وسونغ جونغ، وتقدم الفرقة أغانيها باللغة اليابانية والكورية. اشتهرت الفرقة برقصها المتزامن وبرقصة العقرب التي قاموا بأداءها في كليب أغنية «قبل الفجر» "before the dawn".كان أول ظهور للفرقة عام 2010 في البرنامج الواقعي «أنت أوبتي» "you are my oppa" للتعريف بهم قبل ترسيمهم في التاسع من يونيو.

## الأعضاء
الحاليون
- كم سونغ كيو القائد ومغني رئيسي
- جانق دونق وورابر الرئيسي
- ووهيونالراقص الرئيسي ومغني رئيسي
- سونغ يولمغني
- إل وجه الفرقة
- سونغ جونغ الماكني
- هويا عضو سابق

## وصلات خارجية
- إنفينت على موقع ميوزك برينز (الإنجليزية)
- إنفينت على موقع ديسكوغز (الإنجليزية)

- الموقع الإلكتروني